# 和田アキ子アワー
『和田アキ子アワー』（わだアキこアワー）は、1991年10月から1992年3月17日までテレビ朝日系列局で放送されたテレビ朝日製作のバラエティ番組。放送時間は毎週火曜 20:00 - 20:54 (JST) 。

## 概要
この番組がスタートする以前の火曜20時台には、直後の21時台と統合した2時間単発番組枠『火曜スーパーワイド』および2時間ドラマ枠『火曜ミステリー劇場』が編成されていたが、1991年秋の改編でそれが解消され、20時台はテレビ朝日製作枠に、21時台は朝日放送（ABCテレビ）製作枠へと移行した。そのような中で始まったのがこの番組である。司会は和田アキ子が務めた。
前期においては『結婚するってホント?』という副題を冠し、基本的に「模擬結婚式」を企画の中心に据えていたが、1992年1月21日放送分からは副題を外し、以後はバラエティ番組として展開するようになった。
番組終了後、後番組の『平成ふしぎ探検隊』から、それまで月曜20時台の番組を手がけたABCテレビ製作枠へ移行、再びテレビ朝日の製作枠となるのは29年後、2021年4月改編における『林修の今でしょ!講座』の枠繰り下げ移動（現在も継続中）からである。

## ネット局
| 放送対象地域  | 放送局             | 系列                          | 備考                           |
| ------------- | ------------------ | ----------------------------- | ------------------------------ |
| 関東広域圏    | テレビ朝日         | テレビ朝日系列                | 制作局                         |
| 北海道        | 北海道テレビ       | テレビ朝日系列                |                                |
| 青森県        | 青森朝日放送       | テレビ朝日系列                |                                |
| 宮城県        | 東日本放送         | テレビ朝日系列                |                                |
| 福島県        | 福島放送           | テレビ朝日系列                |                                |
| 新潟県        | 新潟テレビ21       | テレビ朝日系列                |                                |
| 長野県        | 長野朝日放送       | テレビ朝日系列                |                                |
| 静岡県        | 静岡けんみんテレビ | テレビ朝日系列                | 現：静岡朝日テレビ             |
| 石川県        | 北陸朝日放送       | テレビ朝日系列                |                                |
| 中京広域圏    | 名古屋テレビ       | テレビ朝日系列                |                                |
| 近畿広域圏    | 朝日放送           | テレビ朝日系列                | 現：朝日放送テレビ             |
| 広島県        | 広島ホームテレビ   | テレビ朝日系列                |                                |
| 香川県 岡山県 | 瀬戸内海放送       | テレビ朝日系列                |                                |
| 福岡県        | 九州朝日放送       | テレビ朝日系列                |                                |
| 長崎県        | 長崎文化放送       | テレビ朝日系列                |                                |
| 熊本県        | 熊本朝日放送       | テレビ朝日系列                |                                |
| 鹿児島県      | 鹿児島放送         | テレビ朝日系列                |                                |
| 山形県        | 山形放送           | 日本テレビ系列 テレビ朝日系列 | 1時間遅れの21:00 - 21:55に放送 |

| テレビ朝日系 火曜20時台                                                                         | テレビ朝日系 火曜20時台                                  | テレビ朝日系 火曜20時台                                            |
| 前番組                                                                                          | 番組名                                                   | 次番組                                                             |
| ----------------------------------------------------------------------------------------------- | -------------------------------------------------------- | ------------------------------------------------------------------ |
| 火曜ミステリー劇場 （1990.04 - 1991.09） ※20:00 - 21:48の2時間枠 テレビ朝日と朝日放送の交互製作 | 和田アキ子アワー （1991.10 - 1992.03） ※テレビ朝日製作枠 | 平成ふしぎ探検隊 （1992.04 - 1993.03） ※この番組から朝日放送製作枠 |